# Базылевка (Починковский район)
Базылевка — деревня в Починковском районе Смоленской области России. Входит в состав Даньковского сельского поселения. Население — 55 жителей (2007 год).
На 2024 год население деревни составляет не более 15 человек.
Расположена в центральной части области в 12 км к юго-западу от Починка, в 11 км западнее автодороги А141 Орёл — Витебск, на берегу реки Хмара. В 14 км северо-восточнее деревни расположена железнодорожная станция Починок на линии Смоленск — Рославль.

## История
Обозначена на Плане Генерального Межевания Смоленской Губернии, выполненном в 1780—1790 годах.
В 1859 году Базылевка — владельческая деревня при речке Хмор Краснинского уезда Смоленской губернии, в которой насчитывалось 19 крестьянских дворов и 253 жителя. Рядом находился одноимённый владельческий фольварк.
В 1860 году деревня принадлежала помещице Миклашевской.
На карте РККА 1924—1926 года обозначена, как деревня с 65 дворами.
В годы Великой Отечественной войны была оккупирована гитлеровскими войсками в июле 1941 года, освобождена в сентябре 1943 года.
В послевоенные годы в деревне было развитое сельское хозяйство. Имелась коровья и телячья фермы, конюшня, свинарник, механизированный цех по заготовке кормов, ремонтная база по починке с/х техники, кузница. Так же существовала своя школа с начальными классами и свой магазин. В настоящее время все утрачено.

## Знаменитые люди
Вязанков Сергей Викторович
Талантливый поэт и писатель.
Единственная его изданная книга – сборник «Покаянь – трава». В неё автор включил несколько рассказов и повесть «Журавкин угол». Эта повесть получила тёплый доброжелательный отзыв известного русского писателя Валентина Распутина, который отметил творчество молодого литератора: «Сергей Вязанков – писатель крепкий и состоявшийся. В его лета так чувствовать жизнь и слово, так точно психологически вести действие далеко не всякий способен, а вернее, редко кто способен». В этой книге автор создал яркие образы простых деревенских жителей, чистых душой и благородных внутренней народной интеллигентностью.
Книгу «Покаянь-трава» Смоленское издательство «Смядынь» выпустило в свет в 1994 году. К этому времени Сергей окончил литфак Смоленского пединститута, и уже работал учителем в Шмаковской средней школе.
Книга произвела на сельчан эффект. Её читали всей деревней, узнавали родные, милые сердцу места, в героях – односельчан, а то и себя. Читатели и собратья по перу сразу отметили родство творчества Сергея Вязанкова с писателями-деревенщиками, а конкретно – с Василием Шукшиным: похожая трогательная и пронзительная поэтика русской жизни, те же герои, добрые и непутёвые, совестливые и несчастные.
В представлении книги своему читателю автор написал: «Покаянь-трава» – моя первая книга…». Книга талантливого автора, чья жизнь оборвалась в тридцатилетнем возрасте так трагично и внезапно, к сожалению, оказалась и первой, и последней.
Сергея Вязанкова не стало 30 июня 1994 года. Он погиб во время рыбалки вместе со своей женой Светланой на Шмаковском водохранилище.Починковский историко-краеведческий музей
Похоронен на Базылевском кладбище. 
Кондрат Матвей Филиппович и Кондрат Наталья Лукьяновна
Семейная пара сельских учителей, обосновавшиеся в деревне в начале 20 века. После освобождения деревни от оккупации гитлеровскими войсками Матвей Филиппович(ветеран ВОВ, награжден Орденом Отечественной войны II степени ) со своей женой Натальей Лукьяновной долгие годы обучали детей начальных и средних классов являясь единственными сельскими учителями.
Похоронены на Базылевском кладбище.
Москалева Галина Матвеевна
Дочь сельских учителей Кондрат М.Ф. и Кондрат Н.Л. Член Союза журналистов России,  ведущая первого выпуска новостей ГТРК "Смоленск", была высокопрофессиональным редактором газеты «Народный учитель» Смоленского государственного педагогического института, журналистом газеты «Смоленские новости» и областного радио. Была  в Ярцеве первым секретарём горкома комсомола. В начале 90 х создала направление пресс службы в Администрации города Смоленска.
Ушла из жизни 29 сентября 2021 года от ковида.